# 川尻竜太郎
川尻　竜太郎（かわじり りゅうたろう、1976年9月14日 - ）は、日本ラグビーフットボール協会の元日本協会A１級公認レフリー。

## プロフィール
- 東京都出身。
- ポジションはユーティリティバックス・スクラムハーフ(SH)・スタンドオフ（SO)・ウィング（WTB)・フルバック（FB)。
- 身長 174cm
- 関東ラグビー協会　ベストレフリーに選出
- 関東ラグビー代表　ニュージーランドエクスチェンジプログラムレフリーに選出
- 関東ラグビー代表　ニュージーランド遠征　帯同レフリーに選出

## 略歴
高校時代、当時ラグビートップレフリーであった、高校の先輩である当時トップレフリーだった高校の先輩の下井真介レフリーのルール改正説明会で、ルールの大切さを知る。
ラグビーのレフリーは始めるきっかけになったのは、大学時代に高校の夏合宿で、当時母校のラグビー部監督であった故・梅原秀紀氏から「あなたは、レフリーをやるべきだ」と言われ、ラグビーのレフリーを志す。
2003年　東京都ラグビー協会　C級レフリー公認

2004年　三鷹オールカマーズ　クラブマネージャー

2005年　関東ラグビー協会　　B級レフリー公認

2005年　東日本トップクラブリーグ創設プロジェクト　サブリーダー

2009年　日本ラグビー協会　　A2級レフリー公認

2011年　関東ラグビー協会　ニュージーランド・ウェリントンレフリーエクスチェンジプログラム選出

2013年　国民体育大会（開催：東京都）ラグビー（成人）担当レフリー選出

2014年　ラグビー関東代表　ニュージーランド・クライストチャーチ遠征　帯同レフリー　　

2014年　日本ラグビー協会　　A1級レフリー公認

2018年　日本ラグビー協会　　レフリー引退
・World　Rugby MacthOfficial license レベル１取得
・World　Rugby MacthOfficial license レベル２取得
・World　Rugby MacthOfficial Coach license取得

青山学院大学ラグビー部・監督代行

・2007年12月〜2008年3月

・2018年1月〜2018年4月